# 미노이의 요리조리
《미노이의 요리조리》는 게스트를 요리보고 조리보는 대한민국 웹예능 콘텐츠이다.
요리를 하면서 게스트를 요리조리 관찰하는데 요리타임과 조리타임으로 나뉜다.
요리타임에서는 요리를 먹으며 토크를 하고 조리타임에서는 후식을 먹으며 게스트에 대해서 심층탐구한다.

## 출연진
- 미노이

## 구성
- 요리타임: 미노이가 직접 요리를 해서 게스트와 함께 먹는다. 게스트를 분석해 요리를 정하고 직접 요리하고 먹는 과정을 통해 토크를 진행한다. 광고가 들어오는 회차에는 광고를 활용한 응용음식을 만들어 먹는다. 대부분의 게스트들은 미노이의 요리실력을 못 믿지만 만들어진 음식을 먹으며 요리실력을 인정한다.
- 조리타임: 후식을 먹으며 게스트들과의 토크를 통해 심층탐구를 진행한다.

## 에피소드

### 시즌 1
|          | 방영일     | 제목                                      | 게스트        |
| -------- | ---------- | ----------------------------------------- | ------------- |
| 트레일러 | 2021.08.25 | 미노이의 요리조리 \| Official Trailer 2   |               |
| 1        | 2021.08.27 | 미노이의 요리조리 EP.1 \| 로꼬            | 로꼬          |
| 2        | 2021.09.03 | 미노이의 요리조리 EP.2 \| 꽈뚜룹          | 꽈뚜룹        |
| 3        | 2021.09.10 | 미노이의 요리조리 EP.3 \| 이하이 & 이수현 | 이하이&이수현 |
| 4        | 2021.09.17 | 미노이의 요리조리 EP.4 \| 우원재          | 우원재        |

### 시즌 2
|          | 방영일     | 제목                                          | 게스트        |
| -------- | ---------- | --------------------------------------------- | ------------- |
| 트레일러 | 2021.12.13 | 미노이의 요리조리 시즌2 \| Official Trailer   |               |
| 1        | 2021.12.17 | 미노이의 요리조리 시즌 2 \| EP.1 이용진       | 이용진        |
| 2        | 2021.12.24 | 미노이의 요리조리 시즌2 \| EP.2 권정열        | 권정열        |
| 3        | 2021.12.31 | 미노이의 요리조리 시즌2 \| EP.3 기리보이      | 기리보이      |
| 4        | 2022.01.14 | 미노이의 요리조리 시즌2 \| EP.4 코드 쿤스트   | 코드 쿤스트   |
| 5        | 2022.01.21 | 미노이의 요리조리 시즌2 \| EP.5 비오          | 비오          |
| 6        | 2022.01.28 | 미노이의 요리조리 시즌2 \| EP.6 쿠기          | 쿠기          |
| 7        | 2022.02.04 | 미노이의 요리조리 시즌2 \| EP.7 모니카&립제이 | 모니카&립제이 |
| 8        | 2022.02.11 | 미노이의 요리조리 시즌2 \| EP.8 조나단        | 조나단        |

### 시즌3
|          | 방영일     | 제목                                           | 게스트 |
| -------- | ---------- | ---------------------------------------------- | ------ |
| 커밍순   | 2022.03.30 | 미노이의 요리조리 시즌3 \| Coming Soon         |        |
| 트레일러 | 2022.04.25 | 미노이의 요리조리 시즌3 \| Official Trailer    |        |
| 1        | 2022.04.29 | 미노이의 요리조리 시즌3 \| EP.1 정유미         | 정유미 |
| 2        | 2022.05.06 | 미노이의 요리조리 시즌3 \| EP.2 장기하         | 장기하 |
| 3        | 2022.05.17 | 미노이의 요리조리 시즌3 \| EP.3 소연           | 전소연 |
| 4        | 2022.05.20 | 미노이의 요리조리 시즌3 \| EP.4 조세호         | 조세호 |
| 5        | 2022.05.27 | 미노이의 요리조리 시즌3 \| EP.5 곽튜브         | 곽튜브 |
| 6        | 2022.06.03 | 미노이의 요리조리 시즌3 \| EP.6 기안84         | 기안84 |
| 7        | 2022.06.09 | 미노이의 요리조리 시즌3 \| EP.7 예고편 \| 폴킴 | 폴킴   |